# غري آول
غري آول (بالإنجليزية: Grey Owl)‏ (18 سبتمبر 1888، هيستينغز في المملكة المتحدة - 13 أبريل 1938، برينس ألبرت في كندا)؛ كاتب وروائي بريطاني-كندي.